# Île Creïzic
L'île Creïzic est une petite île du golfe du Morbihan rattachée administrativement à la commune de l'Île-aux-Moines. Elle est située au sud-ouest de l'île aux Moines, face à la pointe de Penhap. C'est une île privée, propriété de la famille Pallard.

## Toponymie
Creïzic semble être dérivée du mot breton Kreiz qui signifie « milieu », suivi du diminutif ig. Littéralement : la petite île du milieu.

## Histoire
Thomas Luco, maître de barque et marchand, est le premier propriétaire connu de l'île. Il est à l'origine des 7 générations successives de propriétaires de l'île.
Une bergerie fut aménagée dans la première moitié du XIXe siècle pour abriter les moutons pâturant la lande. Une maison est aussi bâtie à la fin du XIXe siècle qui abrita un gardien chargé de surveiller et entretenir les parcs à huîtres installés sur l'estran.

## Protection
Creïzic fait l'objet d'un arrêté préfectoral de protection de biotope (APPB) qui vise la préservation de biotopes variés, indispensables à la survie d’espèces protégées spécifiques, depuis le 12 janvier 1982.

## Galerie

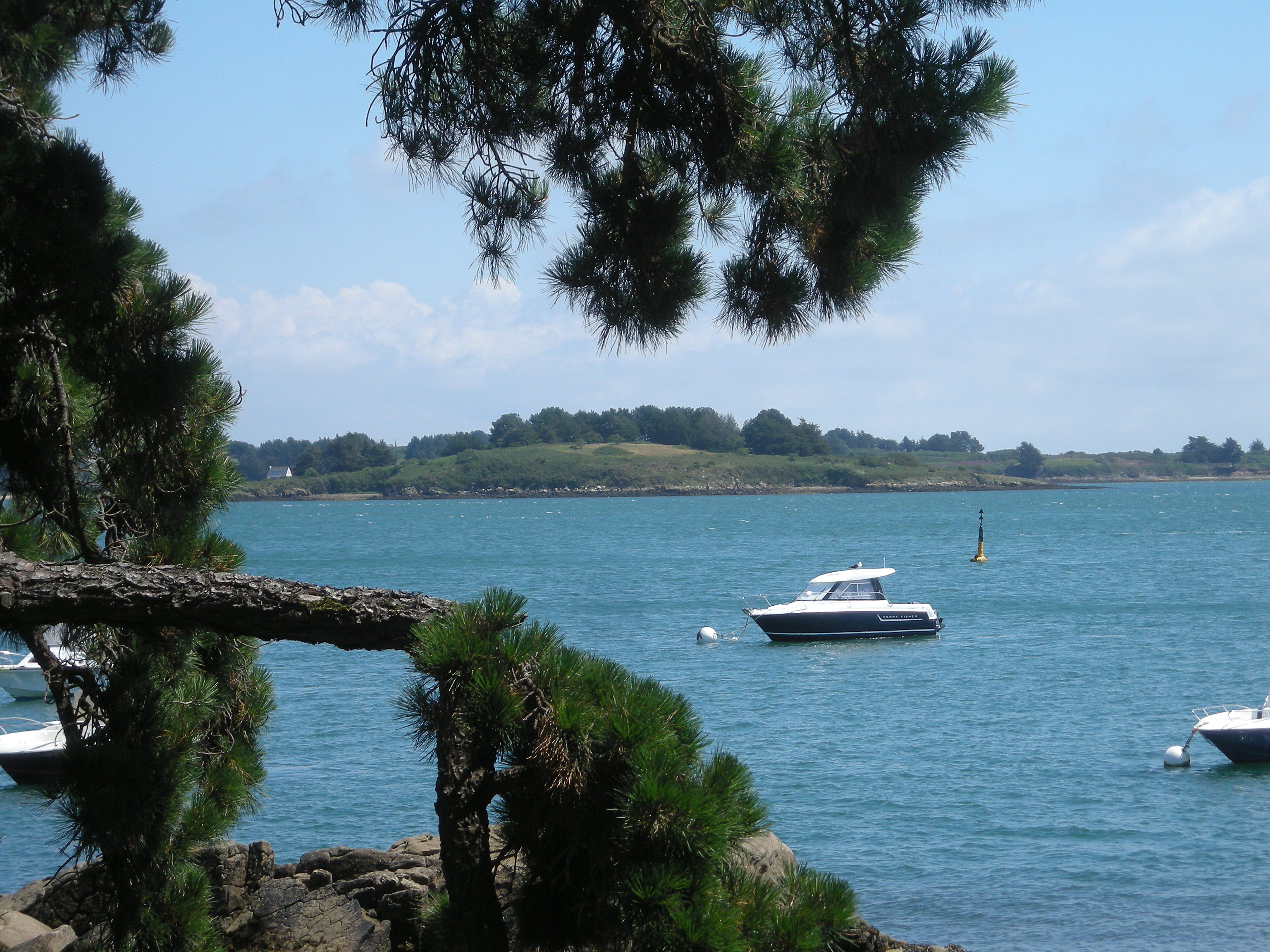
Creïzic vue depuis l'île de Berder